# Roberto Bailey
Roberto James Bailey Sargent (Tela; 10 de agosto de 1952-San Pedro Sula; 11 de junio de 2019) fue un delantero de fútbol hondureño que jugó en la Copa del Mundo 1982.
Vivía en San Pedro Sula y trabajaba para una agencia de repuestos. Murió en un accidente automovilístico el 11 de junio de 2019.

## Trayectoria
Apodado El Robot, jugó para el Victoria y Marathón, con el que marcó 47 goles en 161 partidos. Él y su hermano Jimmy Bailey comparten el récord con los hermanos Palacios, las únicas familias que han marcado más goles en una final de la Liga Nacional hondureña.

## Selección nacional
Con la selección de Honduras, figura en el grupo seleccionado en el Mundial de 1982. Durante el mundial organizado en España, no jugó ningún partido.

### Participaciones en Copas del Mundo
| Mundial                        | Sede   | Resultado    |
| ------------------------------ | ------ | ------------ |
| Copa Mundial de Fútbol de 1982 | España | Primera fase |

## Palmarés

### Títulos nacionales
| Título        | Equipo   | País     | Año     |
| ------------- | -------- | -------- | ------- |
| Liga Nacional | Marathón | Honduras | 1979-80 |